# Teatrul Liric Experimental

Teatrul Liric Experimental „A. Belli” Spoleto a fost fondat în 1947 de către Adriano Belli, avocat și muzicolog, cu scopul de a deschide drumul carierei artistice tinerilor interpreți care încă nu au debutat. 
Activitatea se desfășoară anual în trei etape: 
1. Concursul pentru tineri interpreți lirici ai Comunității Europene (în martie) considerat a fi printre cele mai importante concursuri europene de nivel internațional. Un juriu desemnat special selectează candidații.
2. Cursul de pregătire al debutului rezervat interpreților câștigători ai concursului (perioada aprilie-august). În timpul Cursului interpreții urmează lecții de mimă, interpretare vocală, dicție, recitare. Dintre profesorii ultimilor ani îi amintim pe: Renato Bruson, Raina Kabaivanska, Luca Ronconi, Ugo Gregoretti, Henning Brockhaus, Piera Degli Esposti, Enza Ferrari, Massimo De Bernart, Ruggero Raimondi și mulți alții. În ultima etapă a Cursului interpreții sunt pregătiți pentru roluri corespunzătoare operelor alese de comisia artistică.
3. Stagiunea Lirică, ce se desfășoară în Spoleto la Teatrul Nou și Teatrul Caio Melisso, constituie punctul final al pregătirii tinerilor interpreți. Stagiunea cuprinde cel puțin trei titluri din repertoriul operei. Una dintre producții este prezentată și în cele mai mari orașe ale Umbriei: Perugia (Teatrul Morlacchi), Terni (Teatrul Verdi), Todi (Teatrul Municipal), Orvieto (Teatrul Mancinelli), Città di Castello (Teatrul Iluminaților), Assisi (Lyrick Theatre).

Au colaborat în ultimii ani artiști de prestigiu, printre care în calitate de directori: Spiros Argiris, Bruno Aprea, Massimo De Bernart, Enrique Mazzola, Ivo Lipanovic, Marcello Panni. Sau regizori: Giancarlo Corbelli, Giorgio Pressburger, Luca Ronconi, Henning Brockhaus, Denis Krief, Franco Ripa di Meana, Piera degli Esposti, Daniele Abbado, Gabriele Dolcini, Gigi Proietti, Stefano Monti. 
Și-au început cariera, câștigând Concursul și studiind la Spoleto mulți dintre cei mai importanți artiști ai acestei ultime jumătăți de secol. Din marele număr al acestora îi amintim pe: Franco Corelli, Antonietta Stella, Anita Cerquetti, Giangiacomo Guelfi, Ettore Bastianini, Anna Moffo, Gabriella Tucci, Marcella Pobbe, Rolando Panerai, Margherita Rinaldi, Franco Bonisolli, Giorgio Merighi, Leo Nucci, Ruggero Raimondi, Renato Bruson, Mietta Sighele, Veriano Luchetti, Salvatore Fisichella. Câștigători ai ultimilor ani: Natale De Carolis, Giusy Devinu, Elisabeth Norberg-Schulz, Giuseppe Morino, Monica Bacelli, Roberto Frontali, Nuccia Focile, Giuseppe Sabbatini. Mai recent Roberto DeCandia, Sonia Ganassi, Norma Fantini, Manuela Kriscak, Nicola Ulivieri, Daniela Barcellona. De curând Teatrul Liric Experimental realizează în colaborare cu autoritățile locale ale Regiunii Umbria, Provinciei Perugia, Primăriei Spoleto și Fondul Social European cursuri de înaltă pregătire pentru maeștrii colaboratori și profesori de orchestră. 
Pe lângă acestea, începând din 1993, se organizează Concursul Bienal „Orpheus” dedicat noilor opere de teatru muzical de cameră. Luciano Berio, a prezidat timp de cinci ani, juriul internațional al acestei manifestări artistice. Operele câștigătoare, care trebuie să se remarce prin inedit, sunt puse în scenă în premieră mondială la Spoleto, urmând a fi prezentate apoi la Teatrul Operei din Roma.
În 2001 Teatrul Liric a realizat proiectul de transcriere pentru diverse instrumente, reelaborare și executare (la Spoleto, Londra, L’Aia, Lion) a tezaurului bachian, „Bach/Berio-L’arte della Fuga”, proiect coordonat de Luciano Berio.
Activitățile didactice se desfășoară în complexul de secol XVII, Villa Redenta și în săli antice ale orașului, printre care Sala Pegasus, fostă biserică datând din secolul al XII-lea.
Operele Stagiunii Lirice sunt pregătite și puse în scenă la Teatrul Nou, (teatru în stil italian construit în 1864) și la anticul teatru Caio Melisso.
La Centrul de Studii - Belli Argiris, arhivă a Teatrului Liric Experimental, e disponibilă o bogată bibliotecă muzicală și o vastă audio-videotecă dedicată operei lirice.
Teatrul Liric Experimental colaborează cu multe dintre cele mai importante teatre lirice italiene printre care Teatrul Operei din Roma, Teatrul Municipal din Bologna, Teatrul Municipal din Florența și Teatrul Arena Sferisterio din Macerata.
Teatrul Liric Experimental a fost prezent de-a lungul timpului cu opere și concerte pe marile scene, ale teatrelor italiene precum Teatrul Municipal din Florența și Teatrul Operei din Roma, dar și în numeroase turnee în 
- Austria (Viena 1994),
- Spania (Barcelona 1995),
- Statele Unite (New York 1996, 2009, Los Angeles 2005),
- Elveția (Berna 1997),
- Japonia (Tokyo, Kyoto, Osaka, Nagoya, Kobe, Sapporo, Hiroshima, Tokorozawa, Ina, Takasaki, Sendai, Matsudo, Fukuoka, Kitakyushu 2000, 2002, 2004, 2005, 2007, 2008),
- Ungaria (Budapesta 2002, Miskolc 2005, Budapesta și Miskolc 2006),
- Canada (Vancouver 2002),
- Germania (Schwetzingen 2003, 2010, Salzau 2005),
- Polonia (Tczew 2003),
- China (Beijing și Tangshan 2004, Beijing și Shenyang 2006, Shanghai 2010),
- Rusia (Sankt Petersburg 2006, 2008, 2008, 2010),
- România (Sibiu și București 2007, Sibiu 2008, 2009, 2010),
- Qatar (Doha 2007, 2008).